# Moulin banal des Éboulements
 (août 2023).
Le moulin banal des Éboulements est l'un des derniers moulins à eau du Québec au Canada.

## Histoire

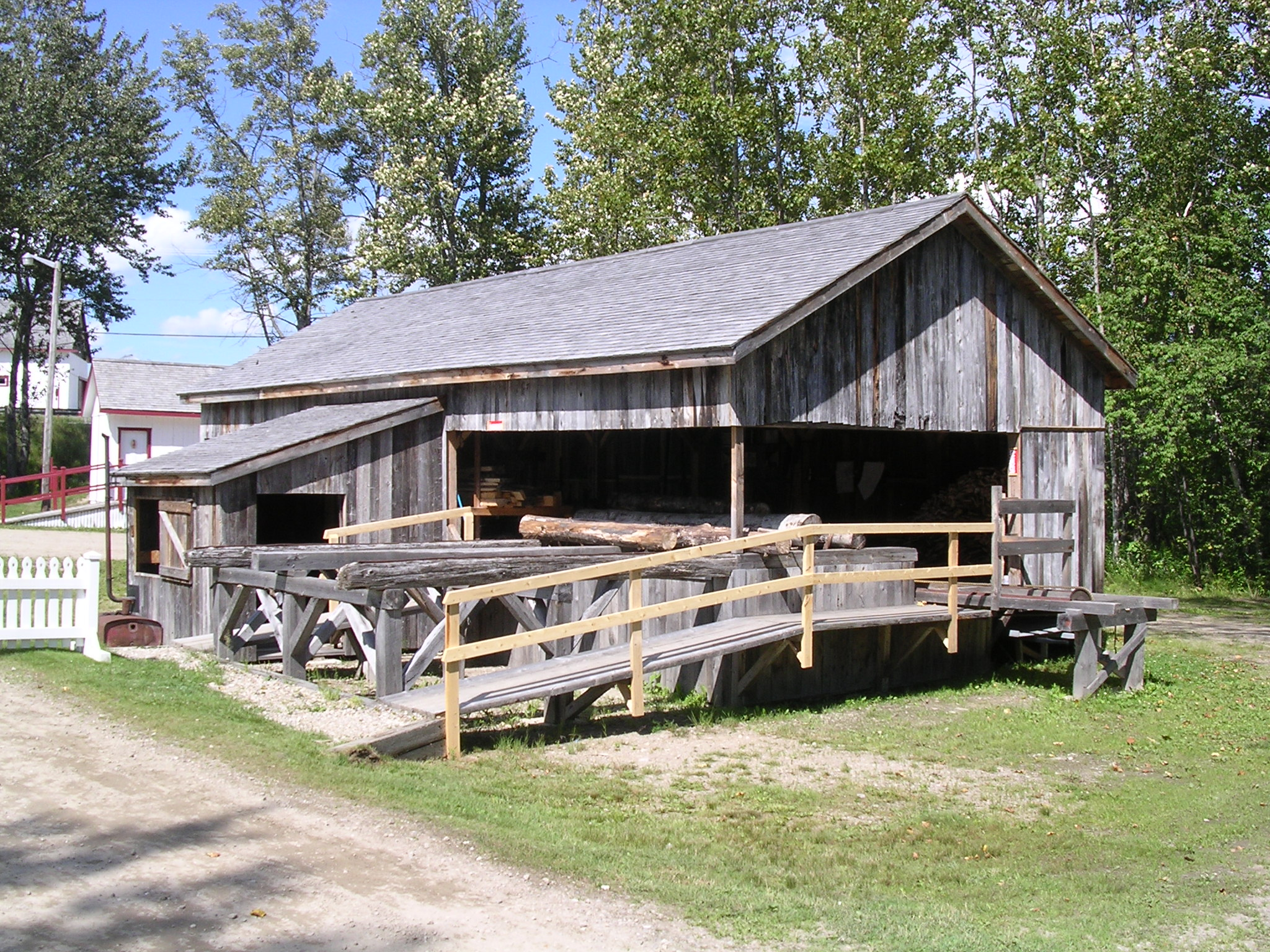
Moulin à scie situé juste en face du Moulin seigneurial des Éboulements (Charlevoix, Québec). Il est actionné par un moteur de tracteur.

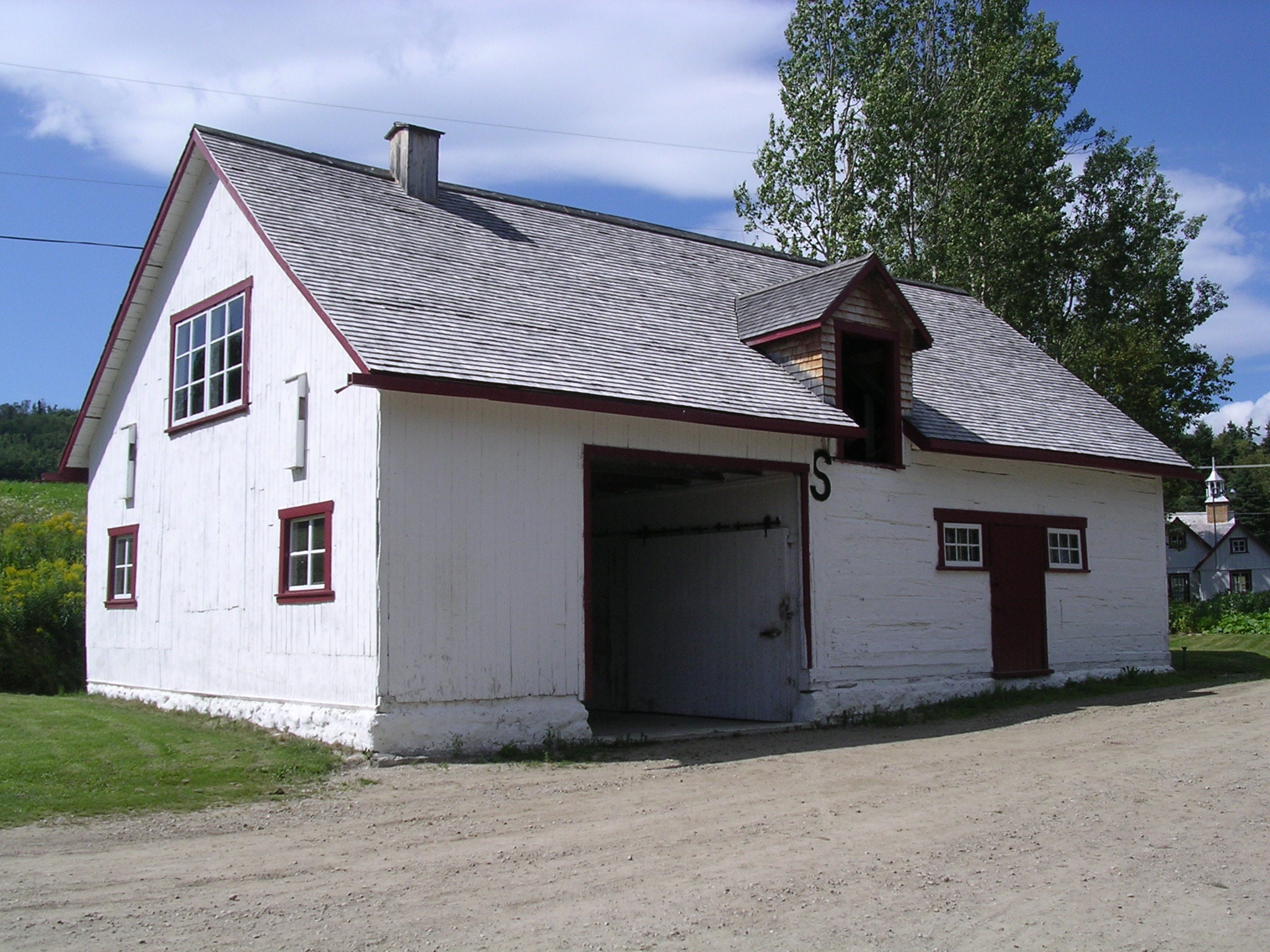
Ancien étable sur le site du Moulin seigneurial des Éboulements.

Le moulin banal des Éboulements a été construit en 1790. Il a été cité comme immeuble patrimonial le 7 septembre 2010 par la Municipalité des Éboulements.

## Identification
- Noms du bâtiment : Moulin à eau de Sales Laterrière ou Moulin seigneurial des Éboulements
- Adresse civique : 157, rang Saint-Joseph
- Municipalité : Les Éboulements
- Propriété : Héritage canadien du Québec

## Construction
- Date de construction : 1790
- Nom du constructeur : Jean-François Tremblay
- Nom du propriétaire initial : Jean-François Tremblay, seigneur

## Chronologie
- Évolution du bâtiment :

- Propriétaires :
  - 1790-1810 : Jean-François Tremblay
  - 1810-1815 : Pierre de Sales Laterrière
  - 1815-1816 : Catherine Delezenne
  - 1816-1872 : Marc-Pascal de Sales Laterrière
  - 1872-1876 : Charles-Edmond de Sales Laterrière
  - 1876-1906 : Edmond de Sales Laterrière (De 1876 à 1897, le moulin est administré par Charles-Alphonse-Pantaléon Pelletier, son tuteur)
  - 1906-1919 : Thomas Claveau
  - 1919-1943 : Edmond Tremblay, fils de Philias
  - 1943-1945 : Lucinie Raymond
  - 1945-1946 : Albini Tremblay
  - 1946-1947 : Médéric Girard
  - 1947-1948 : Jeanne Tremblay
  - 1948-1962 : Henri-Paul Tremblay

- Meuniers :
  - Avant 1810-après 1810 : Antoine Bergevin
  - Avant 1825-après 1831 : Joseph Simard
  - Avant 1842-après 1842 : Thimothée Desgagnés
  - Avant 1850-1850 : Pierre Bergeron. Ce meunier a été renvoyé en 1850, parce qu’il faisait des mauvaises farines et il faisait perdre du grain aux censitaires.
  - 1850-après 1871 : Zacharie Nadeau
  - Employés de Zacharie Nadeau : William Ennis Mornings et Laurent Turgeon (recensement 1851) et Prosper Pagé (recensement 1861 et 1871)
  - 1876-après 1881 : Jérémie Ouellet
  - Avant 1891-après 1891 : Ernest Tremblay
  - Avant 1919-1919 : Albert Claveau
  - 1920-1943 : Edmond Tremblay
  - 1946-1947 : Médéric Girard
  - 1948-1962 : Henri-Paul Tremblay
  - 1962-1993 : Le moulin ne fonctionne pas
  - Depuis 1993 : Jean-Guy Tremblay

- Transformations majeures :